# Katanga (Onafhankelijke Congostaat)
Katanga was van 1891 tot 1908 een provincie binnen de Onafhankelijke Congostaat. Het Comité Spécial du Katanga, opgericht in 1900 als een samenwerking tussen de Onafhankelijke Congostaat en de Compagnie du Katanga, fungeerde als het bestuursorgaan van de regio. Hierdoor verkreeg Katanga een quasi-autonome status. Na de oprichting van Belgisch-Congo in 1908 werden deze autonome bevoegdheden ingetrokken en vervolgens in 1910 overgedragen aan de provinciale gouverneurs.

## Geschiedenis

### Oprichting van de Compagnie du Katanga
Toen koning Leopold II van België Congo verwierf, slaagde hij er ook in om het gebied Katanga onder zijn controle te krijgen. Op 15 april 1891 werd het bestuur van het gebied toevertrouwd aan de Compagnie du Katanga, opgericht in 1891 om Britse aanspraken op Katanga af te wenden. Het initiatief tot oprichting lag bij Albert Thys en Leopold II, maar het bedrijf werd gevormd door de Compagnie du Congo pour le Commerce et l'Industrie (CCCI) en een groep Engelse investeerders.

### Oprichting van het Comité Spécial du Katanga (CSK)
In 1900 vormden de Compagnie du Katanga en de regering van de Onafhankelijke Congostaat het Comité Spécial du Katanga (CSK) om het hele gebied te besturen, met een eigen politiemacht. De CSK was onafhankelijk van de administratie in Boma en rapporteerde rechtstreeks aan Brussel. Hierdoor werd Katanga een quasi-autonome provincie.

### Mijnbouwactiviteiten en sociale gevolgen
Katanga stond bekend om zijn zeer rijke mijnen, waarèuit koper, kobalt, ijzer, radium, uranium en diamant gewonnen werd. Daarin zette men leden van de plaatselijke Luba-bevolking of gastarbeiders uit buurland Zambia aan het werk, dikwijls in mensonwaardige omstandigheden. Dit leidde niet zelden tot verzet van de bevolking. Een zeer grote Luba-opstand vond plaats in 1895. Een andere, geleid door Kasongo Niembo, kon pas neergeslagen worden door de Force Publique in 1917.

### Belgische overheersing en verzet
Na de oprichting van Belgisch-Congo in 1908 werden deze autonome bevoegdheden ingetrokken en vervolgens in 1910 overgedragen aan de provinciale gouverneurs. Toch behield Katanga tot in 1933 een zekere vorm van autonomie.
Eens onder Belgische controle werden de mijnen van Katanga nog veel zwaarder geëxploiteerd. Zo ontwikkelde deze provincie veel verder dan de rest van het land. Het bedrijf dat de mijn uitbaatte (de  Union Minière du Haut-Katanga) had huurlingen en bewakers (de beruchte Katangese gendarmes) in dienst die de plaatselijke bevolking moesten bedwingen en het transport van mijnproducten naar de rest van het land veilig te laten verlopen. Ook hiertegen kwamen de Luba in opstand, dikwijls met de dood tot gevolg.

### Onafhankelijkheid en autonomie
Na de Congolese onafhankelijkheid in 1960 werd Katanga kortstondig een onafhankelijk land. In 1963 werd het een autonome provincie van de Republiek Congo. 